# هوگو کونته

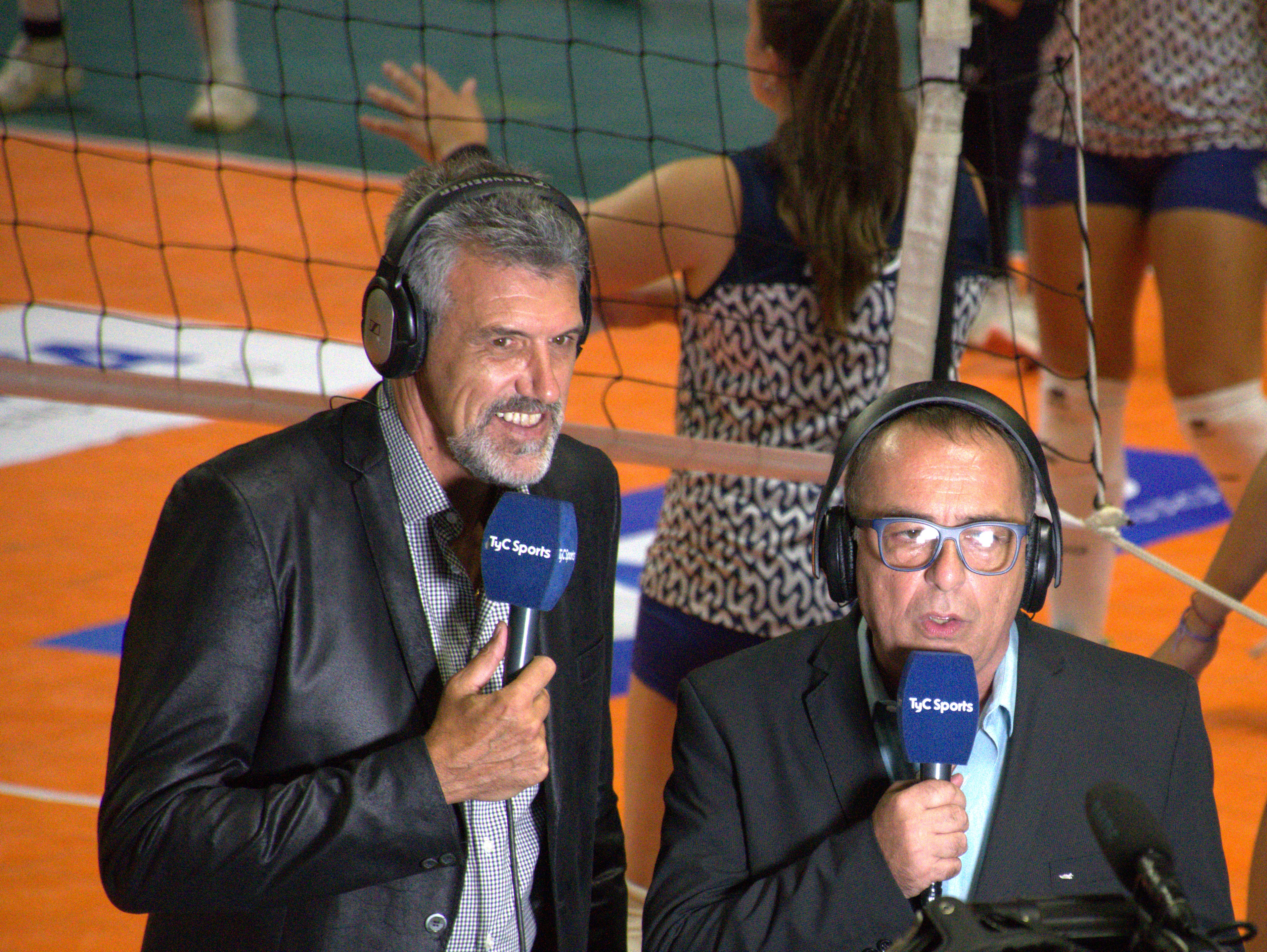
هوگو کونته (سمت چپ تصویر) - ۲۰۲۳

هوگو کونته (انگلیسی: Hugo Conte) (زاده ۱۴ آوریل ۱۹۶۳) بازیکن سابق و مربی فعلی والیبال اهل آرژانتین است. کونته از سال ۱۹۸۰ تا ۲۰۰۲ عضو تیم ملی آرژانتین بود که به همراه آرژانیتن به مدال برنز المپیک ۱۹۸۸ و مدال برنز قهرمانی جهان ۱۹۸۲ دست یابد. او در تیم‌های باشگاهی کاریل، کن، پارما، فالچی اوگنتو، کاتانیا، مودنا، کونئو، روجاس شولم، مونترو، آمیگوس و گبا عضویت داشته‌است. کونته پس از بازنشستگی به یک مربی حرفه‌ای تبدیل شد و در سال ۲۰۰۷ به ایتالیا نقل مکان کرد و هدایت تیم کاتانیا را به عهده گرفت و در حال حاضر سرمربی تیم کاوریاگو است. کونته عضو تالار مشاهیر والیبال و پدر فاکوندو کونته است و یکی از مفاخر ورزشی آرژانتین محسوب می‌شود.

## افتخارات و جوایز

### فردی
- بهترین مدافع میانی بازی‌های المپیک: ۱۹۸۴
- جایزه اولیمپیا د پلاتا: بازیکن سال والیبال آرژانتین ۱۹۸۵
- جایزه اولیمپیا د پلاتا: بازیکن سال والیبال آرژانتین ۱۹۸۷
- باارزش ترین بازیکن خارجی سری آ ایتالیا ۱۹۸۸
- جایزه اولیمپیا د پلاتا: بازیکن سال والیبال آرژانتین به صورت مشترک ۱۹۸۸
- بهترین بازیکن خارجی سری آ ایتالیا ۱۹۹۰
- جایزه اولیمپیا د پلاتا: بازیکن سال والیبال آرژانتین ۱۹۹۰
- باارزش‌ترین بازیکن سری آ ایتالیا ۱۹۹۷
- جایزه اولیمپیا د پلاتا: بازیکن سال والیبال آرژانتین ۱۹۹۹
- جایزه کونکس د پلاتینو: بهترین بازیکن یک دهه والیبال آرژانتین ۱۹۹۹
- جایزه ملی فیلدرنت: نشان افتخار ۲۰۰۲
- باارزشترین بازیکن قهرمانی آرژانتین ۲۰۰۶